# ファリン
ファリン (Farim) は、ギニアビサウ共和国の北部の町。カシェウ川の上流に面している。オイオ州ファリン区に位置し、ファリン区の首府。